# Hong Kong aux Jeux olympiques d'hiver de 2010
Cet article contient des informations sur la participation et les résultats de Hong Kong aux Jeux olympiques d'hiver de 2010 à Vancouver au Canada.

## Cérémonies d'ouverture et de clôture

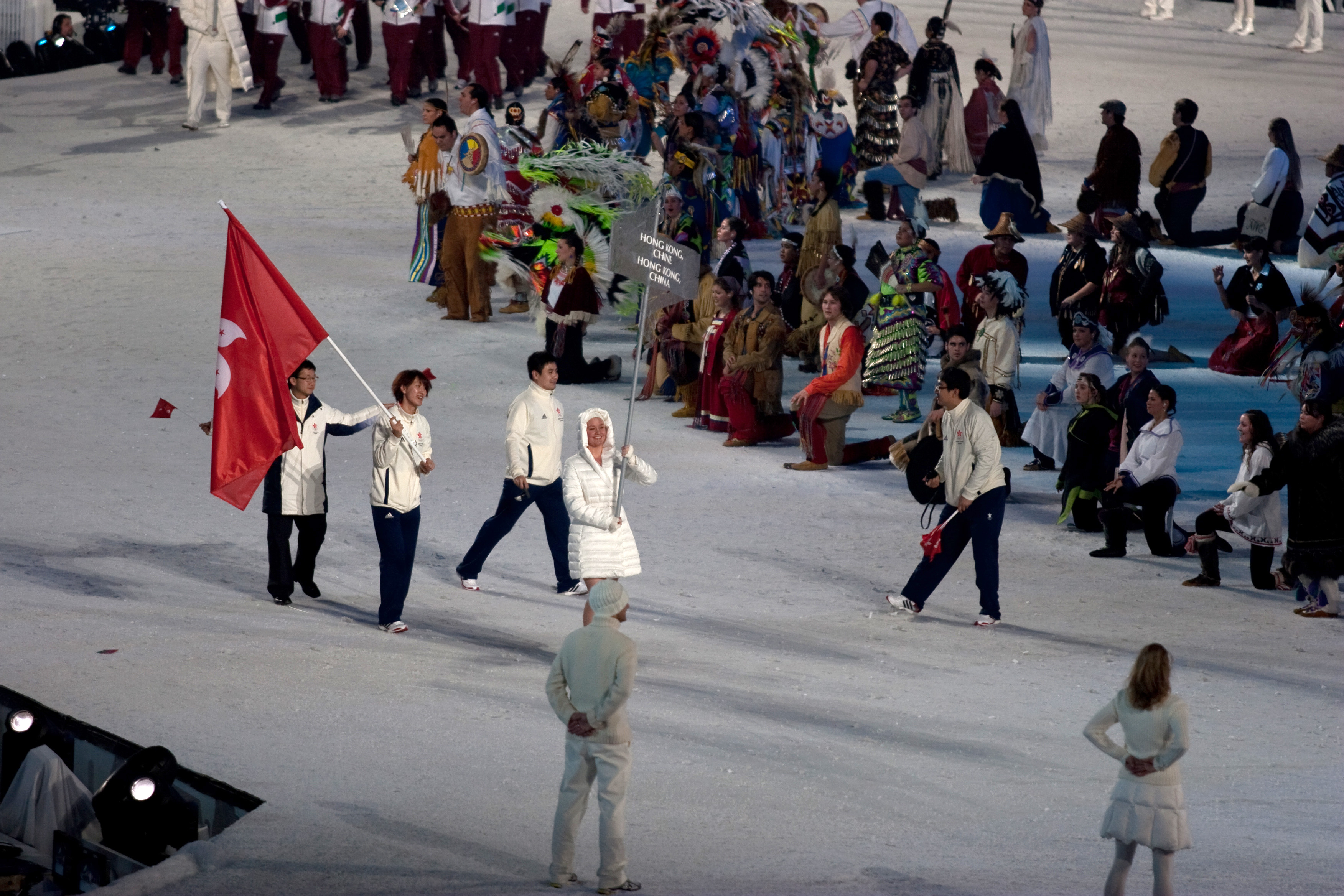
Entrée de la délégation hongkongaise lors de la cérémonie d'ouverture.

Comme cela est de coutume, la Grèce, berceau des Jeux olympiques, ouvre le défilé des nations, tandis que le Canada, en tant que pays organisateur, ferme la marche. Les autres pays défilent par ordre alphabétique. La Corée du Nord est la 34e des 82 délégations à entrer dans le BC Place Stadium de Vancouver au cours du défilé des nations durant la cérémonie d'ouverture, après le Royaume-Uni et avant la Hongrie. Cette cérémonie est dédiée au lugeur géorgien Nodar Kumaritashvili, mort la veille après une sortie de piste durant un entraînement. Le porte-drapeau du pays est le spécialiste du short-track Han Yueshuang.
Lors de la cérémonie de clôture qui se déroule également au BC Place Stadium, les porte-drapeaux des différentes délégations entrent ensemble dans le stade olympique et forment un cercle autour du chaudron abritant la flamme olympique. Comme lors de la cérémonie d'ouverture, le drapeau hongkongais est porté par Han Yueshuang.

## Engagés par sport

### Patinage de vitesse sur piste courte
| Nom           | Épreuve            |
| ------------- | ------------------ |
| Han Yueshuang | 500m, 1000m, 1500m |

## Diffusion des Jeux à Hong Kong
Les Jeux de Vancouver ne sont diffusés par aucune chaîne de télévision nationale. Les Hongkongais peuvent néanmoins suivre les épreuves olympiques en regardant sur le câble et le satellite les chaînes du groupe i-Cable, qui assure également la couverture médiatique hongkongaise sur Internet.